# آندریاس کرولر
آندریاس کرولر (انگلیسی: Andreas Kröhler؛ زادهٔ ۱ نوامبر ۱۹۶۶) بازیکن فوتبال اهل آلمان است.
از باشگاه‌هایی که در آن بازی کرده‌است می‌توان به باشگاه فوتبال کایزرسلاوترن اشاره کرد.

## یادکرد ویکی‌پدیا
- مشارکت‌کنندگان ویکی‌پدیا. «Andreas Kröhler». در دانشنامهٔ ویکی‌پدیای انگلیسی، بازبینی‌شده در ۲۶ مارس ۲۰۲۲.